# Le cinque vite di Hector
Le cinque vite di Hector (Being Human) è un film del 1994 scritto e diretto da Bill Forsyth.
Il film ritrae l'esperienza di un'anima umana (interpretata da Robin Williams) attraverso varie incarnazioni.
Il film è scritto e diretto da Bill Forsyth ed ha segnato l'esordio di Ewan McGregor.

## Trama
Il film è suddiviso in vari episodi, il personaggio è sempre alla ricerca di qualcosa in grado di renderlo felice. La storia di tante vite accomunate da una comune ricerca, della famiglia, della libertà, dell'amore, di casa, dei figli, un viaggio per Hector che va pian piano avanti nel tempo dalla preistoria ai giorni nostri.
La famiglia di un uomo preistorico scozzese gli preferisce gli invasori stranieri.
Uno schiavo romano che rifiuta di suicidarsi insieme al padrone.
Un cavaliere medievale sogna di sposare una giovane vedova.
Un uomo portoghese del XVI secolo fa naufragio sulle coste africane.
Un uomo d'affari newyorkese ha un weekend di tempo per riappacificarsi con i figli avuti dalla prima moglie.